# Adrian Przyborek
Adrian Przyborek (* 1. Januar 2007 in Koszalin) ist ein polnischer Fußballspieler, der hauptsächlich als Linksaußen spielt.

## Karriere

### Verein
Przyborek begann seine Karriere in der Jugendmannschaft von Pogoń Stettin. Sein Debüt in der Ekstraklasa gab er am 18. Februar 2023 beim 3:1-Sieg gegen Warta Posen. Zu diesem Zeitpunkt war Przyborek 16 Jahre und 48 Tage alt. Przyborek feierte sein internationales Debüt am 3. August 2023 (im Alter von 16 Jahren und 214 Tagen) in der 3. Qualifikationsrunde der UEFA Europa Conference League 2023/24 beim 3:2 gegen den Linfield FC aus Nordirland.

### Nationalmannschaft
Przyborek war Teil der polnischen U16-Nationalmannschaft. Adrian wurde am 11. August 2023 in die polnischen U17-Nationalmannschaft berufen, wo er jedoch nicht zum Einsatz kam. Stattdessen machte er am 13. Oktober 2023 sein Debüt in der polnischen U18-Nationalmannschaft gegen Slowakei U18, welches Polen U18 mit 4:0 gewann.